# تاريخ المعتقدات حول جسم الإنسان
لقد كان جسد الإنسان موضع جدل كبير. كيف يتم التعرف على الناس، وما الذي يميزهم عن غيرهم - سواء كان ذلك في علم التشريح أو طاقتهم أو كليهما - حيث أنه يعتمد ذلك كلياًعلى الثقافة والوقت. لا تحدد الثقافة فقط كيف يُنظر إلى الجنس ولكن أيضًا كيف يتم تعريف الجنس. اليوم، لهذا ولا يزال اليوم النوع والجنس والهوية موضع نقاش وتغيير كبير بناءً على المكان والأشخاص الذين يتم فحصهم.
حيث كانت الفكرة الحديثة المبكرة عن الجسد سابقاً مثالًا ثقافيًا، ونهجاً وفهماً لكيفية عمل الجسم وما هو المكان المخصص الذي يتواجد فيه هذا الجسم في أنحاء العالم. حيث تتعامل كافة المُثُل الثقافية للجسد في بداية العصر الحديث مع أوجه القصور والاضطرابات داخل جسم الأنسان، والتي تُحكى عادة من خلال نموذج ذكوري. حيث تشكل أفكار الجسد في الفترة الحديثة المبكرة تاريخًا لطريقة ظهور الأجسام وكيفية تصحيح الجسد عندما يحدث خطأ ما.و لذلك، لم تكن المفاهيم الحديثة المبكرة عن لجسد بيولوجية حيث لم تكن هناك استطلاع بيولوجية مقيدة لجسم الإنسان كما صنفها أهل العلم الحديث.
مفاهيم الجسد هي في المقام الأول إما أن يعود أصلها شرقية، ومقرها في الصين وتشمل ممارسات مثل الطب الصيني التقليدي، أو أن تكون غربية، والتي تشمل التقاليد اليونانية للعلوم وترتبط ارتباطًا وثيقًا بالعلوم الحديثة على الرغم من علماء التشريح الأصليين والأفكار عن الجسد. غير علمي مثل الممارسات الصينية.

## التأريخ
في البحث التاريخي الغربي، بدأ العلماء في التحقيق حول التاريخ الثقافي لجسم الإنسان بالتفصيل في الثمانينيات. حيث ترتبط الحركة بشكل خصوصي بمؤرخ الطب روي بورتر، والذي عمل دراسة حيث كانت مقالته بعنوان «تاريخ الجسد»  وعام 1995أسس مجلة الجسد والمجتمع ،  في ذلك الوقت كان مجال تاريخ الجسد واسعًا ومتنوعًا بالفعل.
وكذلك أشار بورتر إلى أن التأريخ الغربي سابقًا عبارة عن فرضية أن ازدواجية العقل والجسد (بمعنى أن الجسد منفصل بشكل تام عن العقل أو الروح)، وبالتالي تم التغافل عن التاريخ الثقافي للأجساد كأشياء مادية: `` وفقاً لكثرة الأدلة الموجودة، حيث ما زلنا نجهل بشكل ملحوظ كيف اختبر الأفراد والجماعات الاجتماعية وسيطروا عليها وعكسوا ذواتهم المتجسدة. وكيف استوعب الناس الصلة المبهمة بين «الذات» وامتداداتها؟ كيف أداروا الجسد كوسيط بين الذات والمجتمع؟ وشدد على أن تاريخ الجسد مفهوم مهم لفهم تاريخ الإكراه والسيطرة والجنس والنوع وغيرها من الجوانب الضرورية المهمة ولكنها متنوعة ثقافيًا للتجربة الإنسانية.
ومن الأصوات البارزة أيضا في هذا المجال في نفس الوقت كانت كارولين ووكر بينوم، التي أصبح عيدها والصوم المقدس عام 1988 دراسة تاريخية. أشار كلاً من بينوم وبورتر إلى أنه خلال الثمانينيات من القرن الماضي، اعتمد التاريخ الغربي للجسد على الفكر ما بعد البنيوي، ع سبيل المثال أفكار ميشيل فوكو عن السياسة الحيوية والسلطة الحيوية، والتي أكدت أن سلطة الدولة ليست مجردة، ولكنها تمارس عن طريق الأجسام البشرية. لكن كلاهما أفصح عن توتره من أن البحث كان يركز أكثر من اللازم على الخطاب حول الجثث، وليس على نطاق الهيئات المادية نفسها. بالأضافة إلى ذلك تم الترويج لأتجاه مادي أكثر في تاريخ الجسد بالاعتماد على كتاب ميخائيل باختين «رابليه وعالمه» عام 1965.
بالأضافة إلى ذلك كانت دراسة أخرى مؤثرة في نفس الوقت تقريبًا هي دراسة توماس لاكوير بعنوان " ممارسة الجنس": الجسد والأغريق إلى فرويد" عام 1990، والتي استكشفت الأهمية الاجتماعية للمفاهيم المتعددة للجسد الجنسي بمرور الوقت.

## بردية ايبرس

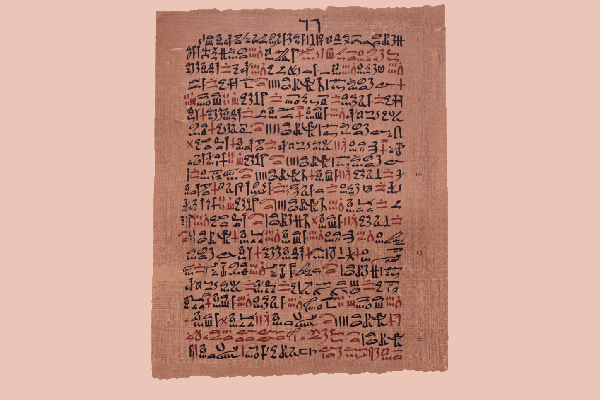
بردية إيبرس من المكتبة الوطنية للطب

بردية إيبرس هي عبارة عن نص طبي مصري وهي من أقدم السجلات المعروفة لجسم الإنسان، ويعود تاريخه إلى 3000 قبل الميلاد. تصف بردية إيبرس الجسد بالفحص الجسدي وما يمكن الأحساس به أو شعور به. وتشمل على الفحوصات السريرية مثل النبض، إيقاع الجسم، التعرف على الحالات المريضة أو المضطربة
"إذا رأيت تورمًا في غطاء قرنيه فوق بطنه (الأعضاء الجنسية)، فيجب عليك أن تضع إصبعك عليه وتفحص بطنه وتقرع أصابعك (قرع) إذا قمت بفحص ذلك المريض الذي له مرض السعال. ثم تقول فيه: إنه انتفاخ في بطنه. إنه مرض وسأعالجه ”.
حيث تركز النغمة الطبية المتميزة على ما يمكن الشعور به والأحساس به خارجيًا لاستكشاف أمراض الجسم. وُلد الجسد في الحالة الصحيحة ولكن كان من الممكن أن يكون معصومًا ويمكن إصلاحه بالتدخل والمشاعر الصحيحة واستخدام الحواس لأستكشاف الخطأ الذي حدث. بالأضافة إلى ذلك تشير بردية إيبرس إلى الكثير من الإصابات الروحية التي من الممكن أن تصيب الجسد والتي لا يمكن تفسيرها أو توضيحها في ذلك الوقت. وعلى الرغم من تفسيرات الأمراض من خلال العقلانية الروحية، فإن التدخلات المستوصفة للتحري عن جسد الأنسان ورؤيته كانت منفصلة بشكل ملحوظ عن روح أو قوة حياة الجسد وكانت بشكل واضح ملموسة حول ما يمكن رؤيته أو لمسه.
حيث إن الأوصاف الدقيقة لمكان القلب داخل الجسم، ودورة الدم، دقيقة بلا شك، حيث كان المصريون يمارسون تحنيط موتاهم من خلال إزالة الأعضاء ووضعهم في الجرار.